# Parc national des Kornati
Le parc national des Kornati, fondé en 1980, est un parc national situé dans l'archipel des Kornati en Croatie. Le parc est composé de 89 îles et s'étend sur une superficie totale de 220 km2,, dont 70 km² terrestres et 150 km² marins.

## Description

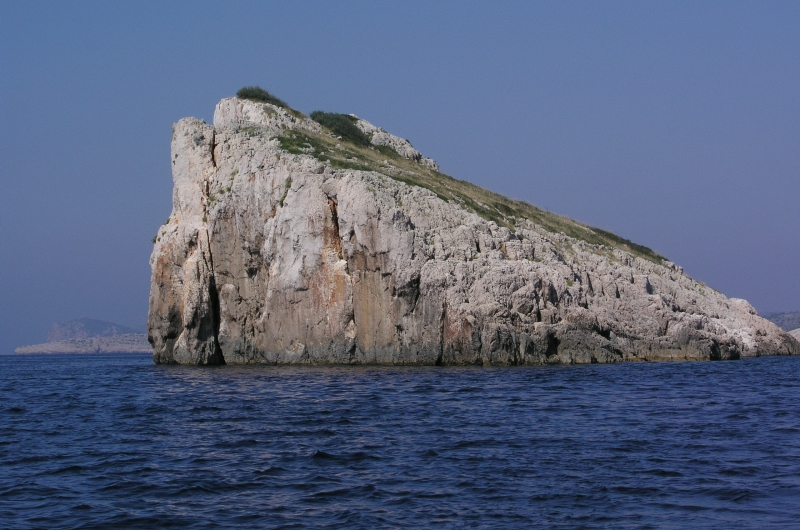
Falaise typique de la région.

Le parc, composé de 89 îles, s'étend sur 220 km2 et la longueur totale de ses côtes est d'environ 238 km. Les îles présentent la caractéristique de posséder d'immenses falaises qui se jettent dans la mer Adriatique. Les zones marines du parc sont également très riches d'un point de vue biodiversité mais aussi par la géologie des fonds.
Les îles du parc n'accueillent pas de résidents permanents. Une partie de la zone appartient néanmoins à des habitants du voisinage qui viennent sur les îles pour y cultiver des vignes ou des oliviers.  Les touristes peuvent néanmoins être accueillis à différents endroits pour se restaurer. Certaines îles sont par contre interdites au public en vue de protéger la faune et la flore. Le parc abrite des vestiges archéologiques d'un village illyrien et de son cimetière. 
Le parc a été proposé conjointement avec le parc naturel de Telašćica en 2007 pour une inscription au patrimoine mondial et figure sur la « liste indicative » de l’UNESCO dans la catégorie patrimoine naturel. 

## Faune et flore
Même si le milieu paraît au départ semi désertique, la faune et la flore des îles sont très riches. Il existe ainsi entre 700 et 800 espèces de plantes dans le parc. La végétation sur les îles est composée de maquis très clairsemé. Les oliviers représentent environ 80% des terres cultivées, suivis des vignes, des figues, des vergers et des potagers. On pense que les îles Kornati étaient autrefois couvertes de forêts de chênes verts méditerranéens, Quercus ilex, mais comme les feux ouverts exigeaient beaucoup de bois, les forêts ont été lentement détruites; le seul vestige se trouve autour de la baie de Telašćica. Chez les mammifères, pauvres en insectivores et en rongeurs, la fouine est à signaler. Les oiseaux sont représentés par le faucon pèlerin, le hibou grand-duc, le crécerelle, la buse variable, le cormoran et le goéland. Les îles sont également peuplées de lézards, de serpents et de nombreux insectes, parmi lesquels 69 espèces de papillons. La beauté et la richesse des fonds marins font des Kornati une destination renommée chez les plongeurs du monde entier.

## Galerie

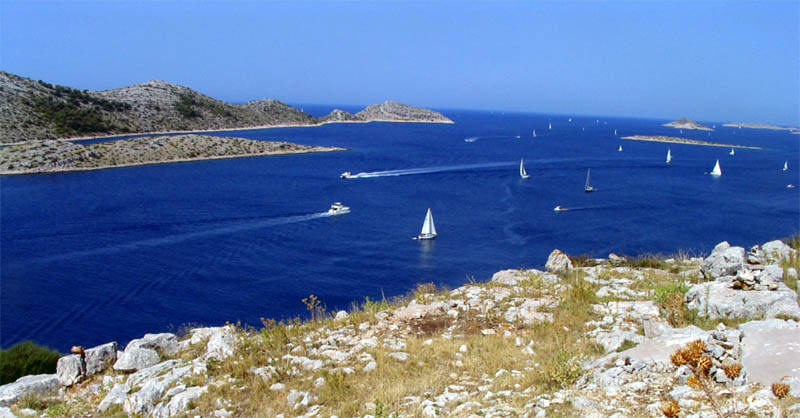
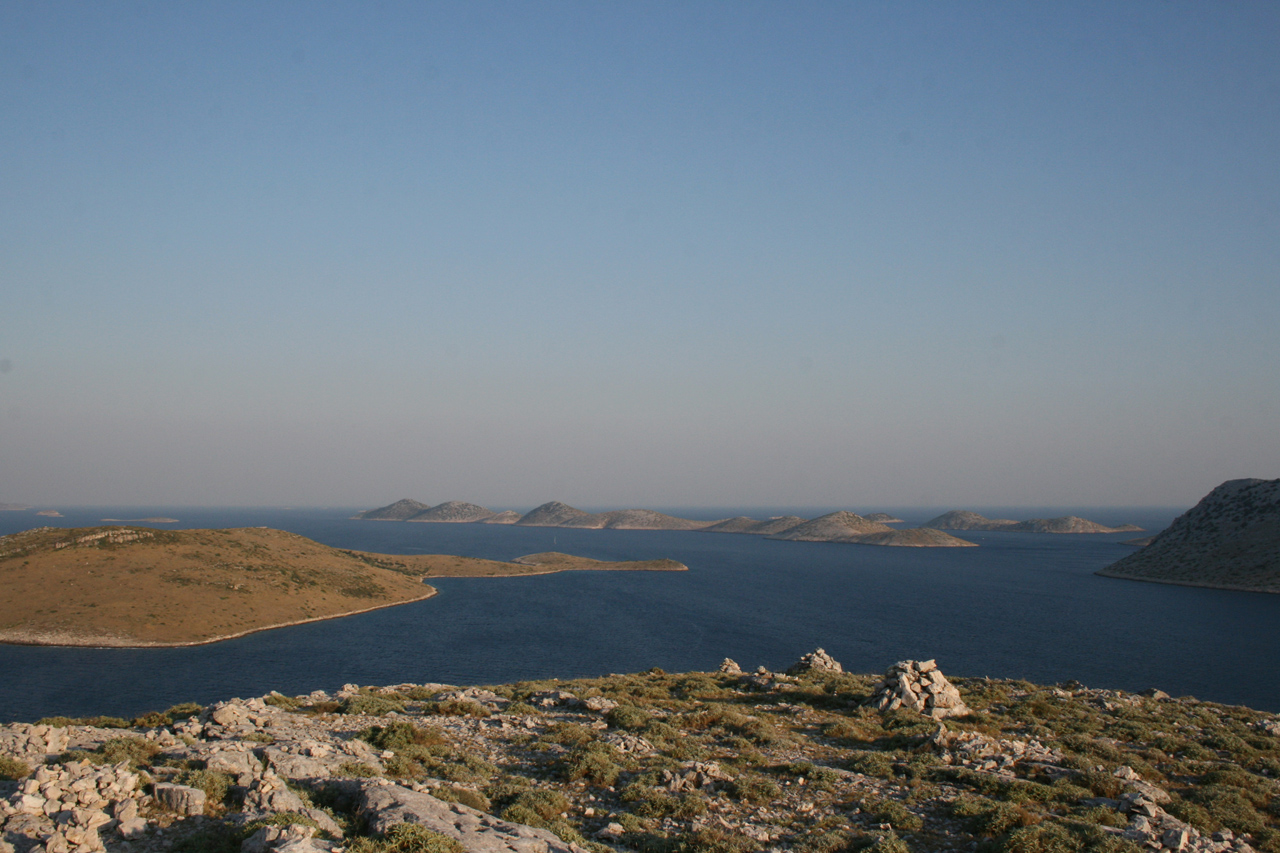
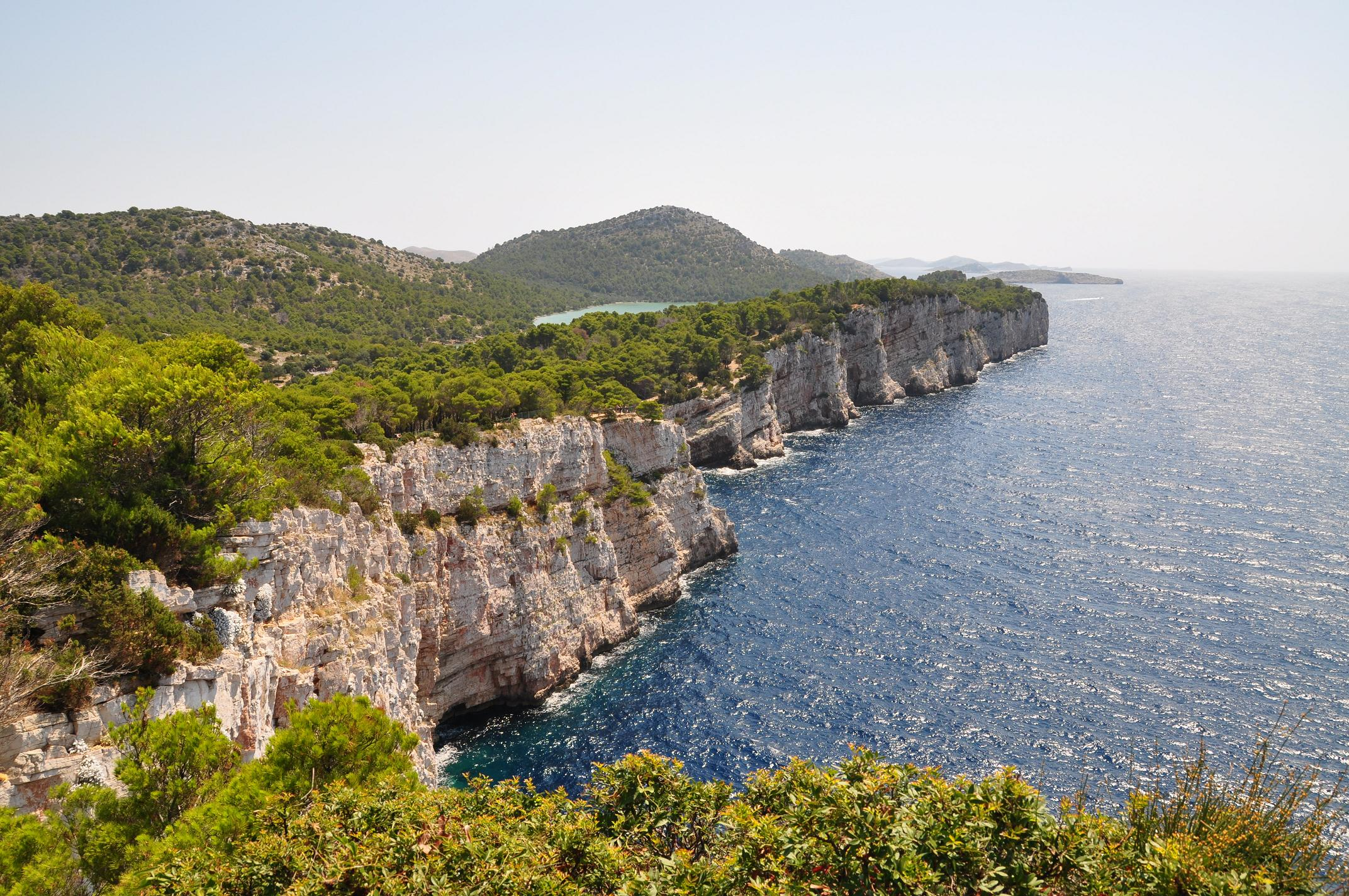
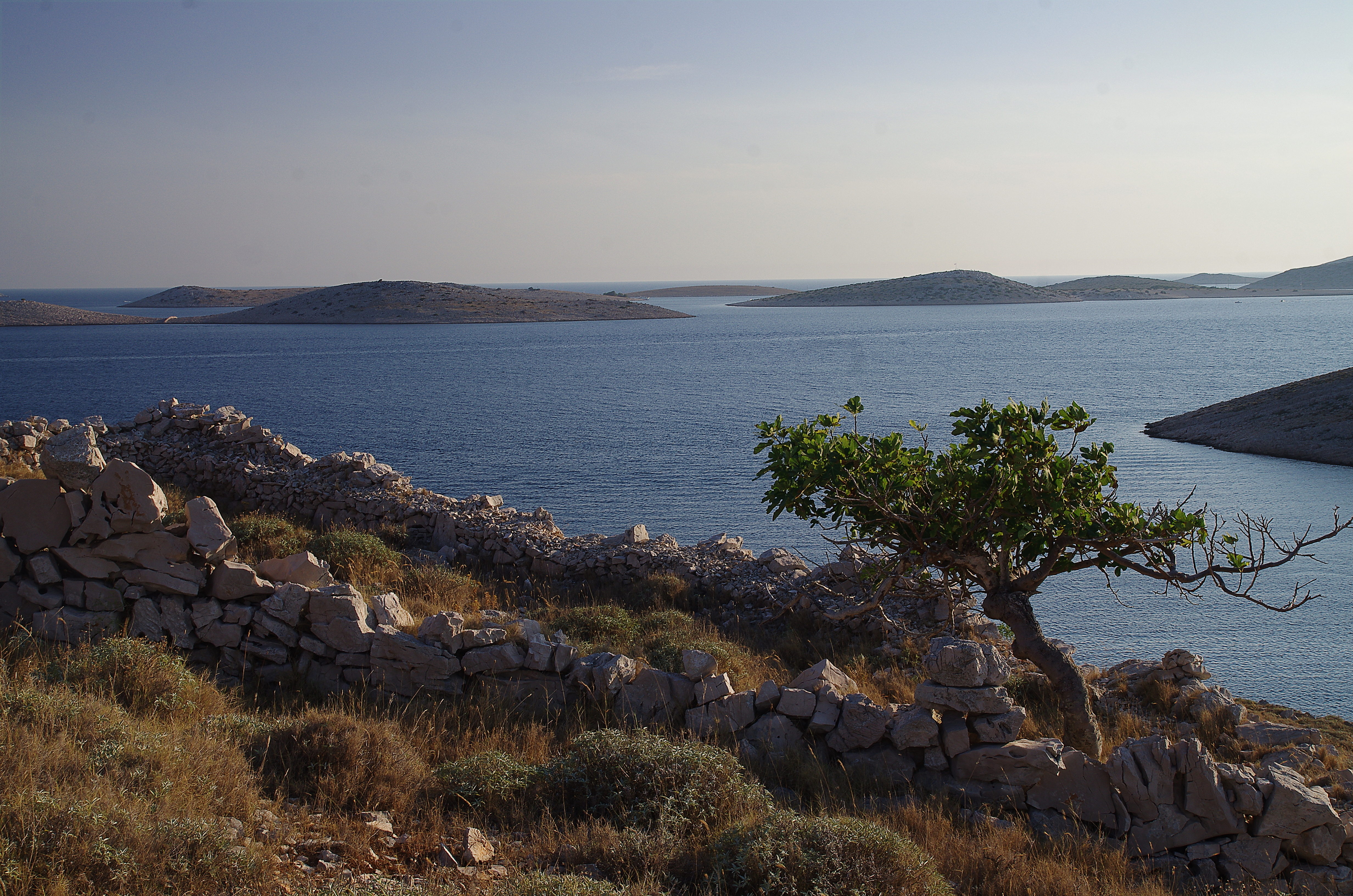